# Abigor
Az Abigor osztrák black/avantgárd metal együttes. 1993-ban alapította Peter Kubik (Virus666 PK vagy egyszerűen csak P.K.) gitáros és Thomas Tannenberger (T.T.) dobos.

## Története
Dobermannsdorfból származnak, az eredeti felállás a következő volt: Virus666 PK – gitár, T.T. – dob és Rune – ének. Rune később Tharen-re változtatta a nevét.
Kiadtak pár demót (Ash Nazg – 1993, Lux Devicta Est – 1993, Moon Rise – 1994), majd Tharen elhagyta az együttest. Helyét Silenius (Michael Gregor) vette át, aki a Summoning tagja volt.
Első nagylemezüket 1994-ben adták ki. 2009-ben T.T. kilépett a zenekarból. Az Abigor 2003-ban feloszlott. 2006-ban újraalakultak.
Lemezeiket általában a Napalm Records jelenteti meg, de az End All Life Productions és az Avantgarde Music kiadó is az Abigor lemezkiadói közé tartozik.
Korábbi albumaikon klasszikus black metalt játszottak, későbbi albumaikon pedig az avantgárd és az indusztriális metal stílusok vegyülnek a black metallal.

## Tagok
- P.K. – gitár
- T.T. – dob, gitár, basszusgitár

### Korábbi tagok
- Tharen – ének (1993-1994)
- Silenius – ének (1994-1999)
- Thurisaz – ének, basszusgitár (1999-2001)
- Moritz N. – dob
- A.R. – ének (2006-2013)

## Diszkográfia

### Nagylemezek
- Verwüstung – Invoke the Dark Age (1994)
- Nachthymnen (From the Twilight Kingdom) (1995)
- Opus IV (1996)
- Supreme Immortal Art (1998)
- Channeling the Quintessence of Satan (1999)
- Satanized (A Journey Through Cosmic Infinity) (2001)
- Fractal Possession (2007)
- Time is the Sulphur in the Veins of the Saint – An Excursion of Satan's Fragmenting Principle (2010)
- Leytmotif Luzifer (The 7 Temptations of Man) (2014)
- Höllenzwang (Chronicles of Perdition) (2018)
- Four Keys to a Foul Reich (2019)
- Totschläger – (A Saintslayer's Songbook) (2020)

### Egyéb kiadványok
Demók
- Ash Nazg (1993)
- Lux Devicta Est (1993)
- In Hate and Sin (1994)
- Promo Tape II/94 (1994)
- Moon Rise (1994)

EP-k
- Orkblut – The Retaliation (1995)
- Apokalypse (1997)
- Structures of Immortality (1998)
- In Memory... (2000)
- Shockwave 666 (2004)